# 에스코넥
에스코넥(S Connect Co. Ltd.)는 대한민국의 휴대폰 금속부품 및 금형제조 기업이다. 본사는 경기도 광주시 마루들길 172번길 30 (양벌동)에 위치해 있으며 대표이사는 박순관이다.
  2009년 3월 코스닥 상장사인 주식회사 쎄믹스를 인수하고 삼영코넥과 합병하면서 우회상장하였다. 쎄믹스에서 현재의 사명으로 변경하였다.

## 사업
2017년 방위사업청에 75억원 규모 리튬 1차전지 공급사업을 수주해 '아리셀'이란 상품명으로 2018년에 납품을 하였다.

## 역사
1998년 삼성시계에 근무하였던 박순관 대표이사가 삼영코넥을 설립하였다.

## 투자
자회사 아리셀에 50억원을 투자한 후 대여금을 매년 지급하면서 155억원 규모의 운영자금을 마련해줬으며 이 중 60억원을 이번에 출자전환하였으며 지급보증을 한 바 있다.

## 자회사
사업장은 한국 본사, 전곡, 구미영업소에 해외에는 중국 광동성 동관, 베트남 박장시 등에 있다.
- 동관삼영전자(유)(100%)
- 에스코넥VINA(100%)
- 에스코넥 BGVINA
- 에코하이테크(87.72%)[9]
- 아리셀[10]

## 상장
2007년 12월 3,300원에 코스닥 시장에 상장하였다.

## 같이 보기
관련 주제
- KH 바텍
- 서진시스템
- 파인엠텍
- 켐트로닉스

계열사
- 아리셀

사건
- 화성 전지 제조공장 화재 사고